# Stazione di Piane Crati
La stazione di Piane Crati è una stazione ferroviaria posta a 584 metri s.l.m. sulla linea Cosenza-Catanzaro Lido. Serve il centro abitato di Piane Crati.

## Movimento
La stazione è servita dai treni delle Ferrovie della Calabria in servizio sulla relazione Cosenza-Marzi.